# Guangfu, Jiangsu
Guangfu (kinesiska: 光福, 光福镇) är en köpinghuvudort i Kina. Den ligger i provinsen Jiangsu, i den östra delen av landet, omkring 170 kilometer sydost om provinshuvudstaden Nanjing. Antalet invånare är 50 159. Befolkningen består av 24 428 kvinnor och 25 731 män. Barn under 15 år utgör 9,0 %, vuxna 15-64 år 78 %, och äldre över 65 år 12,0 %.
Runt Guangfu är det tätbefolkat, med 636 invånare per kvadratkilometer. Närmaste större samhälle är Suzhou, 19,7 km öster om Guangfu. Trakten runt Guangfu består till största delen av jordbruksmark.
Genomsnittlig årsnederbörd är 1 613 millimeter. Den regnigaste månaden är augusti, med i genomsnitt 234 mm nederbörd, och den torraste är januari, med 55 mm nederbörd.